# Lewisville, Minnesota
Lewisville är en ort i Watonwan County i Minnesota. Vid 2010 års folkräkning hade Lewisville 250 invånare.